# Square Apollo
Pour les articles homonymes, voir Apollo.
Le square Apollo (en néerlandais : Apollosquare) est un square bruxellois de la commune de Schaerbeek situé entre la rue Henri Jacobs et la rue Georges Raeymaekers, tout près de la place de Helmet.
C'est en souvenir de la mission Apollo 11 qui est la première à avoir conduit des humains sur la Lune (le 21 juillet 1969) que l'on dénomma ce square.

## Adresses notables
- nos 1 et 2 : Immeubles du Foyer Schaerbeekois
- no 2 : les 3 x 20

## Voies d'accès
- arrêt Helmet de la ligne 55 du tramway de Bruxelles